# Un monde sans fin (mini-série)
Cet article concerne la mini-série. Pour le roman, voir Un monde sans fin.
Un monde sans fin ou Les Piliers de la Terre : Un monde sans fin au Québec (World Without End) est une mini-série germano-canadienne en huit épisodes de 45 minutes réalisée par Michael Caton-Jones. Tirée du roman du même nom de Ken Follett, elle est la suite des Piliers de la Terre. Produite par Tandem Communications (en), Scott Free Productions, Take 5 Productions et Galafilm, la série a été diffusée à partir du 4 septembre 2012 sur Showcase au Canada, à partir du 17 octobre 2012 sur ReelzChannel aux États-Unis et sur Sat.1 en Allemagne.
En France, la série est diffusée à partir du 13 décembre 2012 sur Canal+ et au Québec à l'hiver 2013 sur AddikTV.

## Synopsis
L'histoire se déroule 150 ans après Les Piliers de la terre. Elle relate les événements liés à la ville fictive anglaise de Kingsbridge lors du début de la Guerre de Cent Ans et de la peste noire qui arriverait en Europe en 1342 (au lieu de 1347 historiquement).
La série diverge significativement de l'œuvre littéraire. Elle a été tournée en Hongrie, Slovaquie et en Autriche.

## Distribution
- Ben Chaplin (VQ : Patrick Chouinard) : Sir Thomas Langley / Édouard II
- Charlotte Riley (VQ : Kim Jalabert) : Caris
- Nora von Waldstätten (VQ : Julie Beauchemin) : Gwenda
- Oliver Jackson-Cohen (VQ : Martin Watier) : Ralph
- Rupert Evans (VQ : Gilbert Lachance) : Godwyn
- Tom Weston-Jones (en) (VQ : Nicolas Charbonneaux-Collombet) : Merthin
- Cynthia Nixon (VQ : Marie-Frédérique Habert) : Petranilla
- Tom Cullen (VQ : Jean-François Beaupré) : Wulfric
- Blake Ritson (VQ : Maël Davan-Soulas) : Édouard III
- Sally Bankes (VQ : Isabelle Miquelon) : Madge Webber
- Neil Bell (en) (VQ : Frédéric Desager) : Sim Chapman
- Diana Kent (en) (VQ : Marika Lhoumeau) : Rose
- Aure Atika (VF : elle-même) : Isabelle de France
- Tatiana Maslany (VQ : Éveline Gélinas) : Sœur Meir
- Miranda Richardson (VQ : Élise Bertrand) : Mère Cécilia
- Peter Firth (VQ : Vincent Grass) : Earl Roland
- Sarah Gadon (VQ : Émilie Gilbert) : Philippa
- Jason Langley (VQ : Nicholas Savard L'Herbier) : Matthias
- Richard Durden (VQ : Daniel Lesourd) : Sir Henry
- Ian Pirie (VQ : Tristan Harvey) : Elfric
- Sarah Beck Mather (VQ : Aurélie Morgane) : Annet
- Carlo Rota (VQ : Daniel Picard) : Edmund
- Kostja Ullmann (VQ : Hugolin Chevrette) : Holger
- David Bradley (VQ : Hubert Fielden) : Frère Joseph
- Caroline Boulton (VQ : Catherine Proulx-Lemay) : Sœur Elizabeth
- Iván Fenyö (hu) (VQ : Maxime Desjardins) : Alan Fernhill
- Jude Wright (VQ : Xavier Laplante) : Sam, enfant
- Oliver Maltman (en) : Bishop Richard
- Megan Follows : Maud
- Hera Hilmar : Margery
- Indira Varma : Mattie Wise

 Source et légende : version québécoise (VQ) sur Doublage.qc.ca

## Épisodes
1. Le Chevalier (Knight)
2. Le Roi (King)
3. Le Prieur (Prior)
4. Échec (Check)
5. Les Pions (Pawns)
6. La Tour (Rook)
7. La Reine (Queen)
8. Échec et Mat (Checkmate)